# فردی بانس
فردی بانس (انگلیسی: Freddie Bunce; ۱۶ فوریهٔ ۱۹۳۸ – ۹ اکتبر ۱۹۹۱) بازیکن فوتبال اهل بریتانیا بود.
از باشگاه‌هایی که در آن بازی کرده‌است می‌توان به باشگاه فوتبال واتفورد، باشگاه فوتبال کمبریج یونایتد، و باشگاه فوتبال بدفورد تاون اشاره کرد.
وی همچنین در تیم ملی فوتبال England Youth بازی کرده‌است.